# Mortal Kombat 11
Mortal Kombat 11 – gra komputerowa z gatunku bijatyk, stworzona przez NetherRealm Studios, działająca na mocno zmodyfikowanym silniku Unreal Engine 3. Jest kontynuacją gry Mortal Kombat X, wydanej w 2015 roku. Premiera w Stanach Zjednoczonych oraz Europie na platformy Microsoft Windows, Nintendo Switch, PlayStation 4 oraz Xbox One odbyła się 23 kwietnia 2019.

## Rozgrywka
Jak dwie poprzednie odsłony serii, Mortal Kombat 11 to bijatyka w grafice 2.5D. Zasady gry oraz spektakularne, brutalne zakończenia walk poprzez ruchy Fatality i Brutality nie zmieniły się w stosunku do poprzednich gier. Wprowadzono dwa nowe mechanizmy rozgrywki: Krushing Blow (pol. Miażdżący Cios) oraz Fatal Blow (pol. Morderczy Cios), które zwiększają obrażenia zadawane przeciwnikowi i urozmaicają walkę. Fatal Blow jest następcą ciosu X-ray, znanego z poprzedniej części serii. Aktywuje się on dopiero wtedy, gdy nasz wojownik ma mniej niż 30% zdrowia. Istnieje też obostrzenie, że ruchu można użyć tylko raz w całej walce.
Zupełną nowością w serii jest możliwość dokładnego dostosowywania wyglądu bohatera. MK 11 charakteryzuje się skupieniem na wizerunku i możliwościach postaci – powraca system Wariantów, czyli wyboru stylu walki i danych umiejętności wojowników.
Na graczy czeka również Krypta – eksplorując Wyspę Shang Tsunga można wydawać zdobyte w grze żetony na ulepszenia postaci oraz przedmioty pomagające w walce.

### Postacie
W grze udostępniono łącznie 37 postaci. Podstawowa lista zawiera 24 postacie, w tym jedną do odblokowania. Shao Kahn jest 25. postacią, dostępną bezpłatnie w przypadku zakupu MK11 w przedsprzedaży lub odpłatnie poprzez sklep online. Pierwsze DLC, Kombat Pack 1, zostało wydane po premierze podstawowej wersji gry i zawiera nowych wojowników – trójkę z uniwersum Mortal Kombat i trójkę postaci występujących gościnnie.

## Fabuła
Tryb fabularny składa się z dwunastu rozdziałów. W każdym z nich gracz ma do wyboru jedną lub niekiedy dwie postacie, którymi rozgrywa kolejne cztery lub pięć walk. W przypadkach, kiedy możliwe jest zagranie dwoma wojownikami, to gracz decyduje, którego bohatera użyć w danej walce. Długość trybu fabularnego, wliczając w to przerywniki filmowe i pojedynki, trwa około 8 godzin. Czas ten jest jednak zależny od wybranego poziomu trudności oraz umiejętności gracza.

### Opis
Nowy, mroczny Raiden postanawia chronić Wymiar Ziemski poprzez zniszczenie wszystkich jego wrogów, czego przykładem jest dekapitacja przegranego, upadłego boga Shinnoka. To inspiruje Kronikę – Tytankę oraz Strażniczkę Czasu – do napisania na nowo całej historii Wszechświata, tak aby Raiden nie istniał i nie pokonał Shinnoka – jej syna.
Główna antagonistka manipuluje podległą jej mistyczną Klepsydrą, wskutek czego powstaje interferencja linii czasu. Do teraźniejszości zostają sprowadzone z przeszłości postacie Liu Kanga, Kunga Lao, Kitany, Skarlet, Scorpiona, Shao Kahna, Kano, Sonyi Blade, Johnny’ego Cage'a, Jacksona Briggsa, Errona Blacka, Baraki, Jade i Kabala. Na mrocznego Raidena – jako boga piorunów – moce Kroniki działają inaczej. Dematerializuje się on, a przy istnieniu pozostaje tylko jego niezepsuta złymi mocami wersja z przeszłości.
Z Kroniką i jej córką-boginią Cetrion, obiecującymi nowy ład i inne losy Wszechświata w Nowej Erze, sprzymierzają się nowi władcy Czeluści – mroczne wersje Liu Kanga oraz Kitany, Shao Kahn ze swoimi poddanymi, Frost na czele z Cyber Lin Kuei oraz D'Vorah. W opozycji do nich staje Raiden wraz z Siłami Specjalnymi, Mistrzem Hanzo Hasashim, Wielkim Mistrzem Sub-Zero, oraz bohaterami przybyłymi z przeszłości – Liu Kangiem, Kitaną, Kungiem Lao i Jade. Dołącza do nich obecny władca Pozaświata, Kotal Kahn.
Siły dobra za wszelką cenę próbują uratować istniejącą rzeczywistość, tocząc nierówną walkę z Kroniką, jedną z najpotężniejszych istot w serii Mortal Kombat.

## Odbiór
Na portalu Metacritic gra uzyskała 82/100 punktów w rankingu Metascore. Portal IGN przyznał jej ocenę 9/10. Bardzo pozytywne recenzje dotyczące fabuły i rozgrywki mieszają się z dużą krytyką ze strony graczy, dotyczącą obecności licznych mikrotransakcji w grze.
Gra zdobyła nagrodę dla najlepszej bijatyki podczas gali The Game Awards w 2020 roku. Ponadto twórca gry, Ed Boon, został nominowany do NAVGTR Awards w kategorii „Franchise Fighting”, a Beata Poźniak, podkładająca głos pod Skarlet, została wyróżniona nagrodą Voice Arts Award.